# ブラザーフッド・オブ・ザ・スネイク
『ブラザーフッド・オブ・ザ・スネイク』（Brotherhood of the Snake）は、アメリカ合衆国のヘヴィメタル・バンド、テスタメントが2016年10月28日に世界同時発売したスタジオ・アルバム。通算11作目、4年ぶりの新作アルバムに当たる。

## 背景
2013年11月、ベーシストのグレッグ・クリスチャンが人間的な衝突からバンドを解雇され、エクソダスのジャック・ギブソンがサポート・ベーシストを務めた後、2014年1月には『ギャザリング』（1999年）及び『ファースト・ストライク・スティル・デッドリー』（2001年）にも参加したスティーヴ・ディジョルジオの再加入が報じられた。なお、ディジョルジオはテスタメント加入前にも、デスのアルバム『インディヴィジュアル・ソート・パターンズ』（1993年）でジーン・ホグランと共演している。
エリック・ピーターソンは、本作の音楽性に関して「物凄く粗暴だけどメロディックでもあり、俺達にとっての（スレイヤーの）『レイン・イン・ブラッド』って所だ」「よりスラッシュしている。つまり、俺達がやってきた中でも特に速い曲を幾つか含んでいるってことさ」と説明している。また、チャック・ビリーによれば、本作の歌詞はテレビ番組『Ancient Aliens』で度々紹介されてきた「宇宙人と宗教との関係」から影響を受けたという。
レコーディングは主にカリフォルニア州のトライデント・スタジオで行われたが、リズムギターのパートはディアー・クリーク・スタジオで録音され、また、アレックス・スコルニックのギター・パートはニューヨーク州のスピン・スタジオで録音された。ビリーはレコーディングの状況について「俺達はこのレコードの制作に長い期間をかけたから、正直言って少々いらいらしていたよ。俺達は準備が殆どできていない状態でスタジオ入りした。こんなやり方は初めてだったよ」「スタジオ入りした時、ジーン、アレックス、スティーヴは、どの曲も聴いてさえいなかった」と振り返っている。

## 反響・評価
バンドの母国アメリカでは、総合アルバム・チャートのBillboard 200で20位に達し、『ビルボード』のハード・ロック・アルバム・チャートでは最高2位を記録した。ドイツでは3週アルバム・チャート入りし、最高11位を記録した。スイスのアルバム・チャートでは16位に達し、同国において『ダーク・ルーツ・オブ・アース』（2012年）に続く2度目のトップ20入りを果たした。
Thom Jurekはオールミュージックにおいて5点満点中3.5点を付け「1曲を別とすれば、『ブラザーフッド・オブ・ザ・スネイク』はテスタメントが今千年紀にこれまで出してきたレコードのみならず、それ以前のアルバムにも匹敵する。スラッシュ界においては、この年に出たアルバムのうち本作に対抗できるのは、デス・エンジェルの傑作『ジ・イーヴル・ディヴァイド』ぐらいだ」と評している。また、Ray Van Horn, Jr.はBlabbermouth.netにおいて10点満点中9.5点を付け「テスタメントは『ブラザーフッド・オブ・ザ・スネイク』で過去に回帰した一方、全く新しい次元にも行き着いた。それは素晴らしいソングライティングだけでなく、ディジョルジオとホグランの技巧による所も大きい」と評している。

## 収録曲
特記なき楽曲は作詞：チャック・ビリー／作曲：エリック・ピーターソン。
1. ブラザーフッド・オブ・ザ・スネイク "Brotherhood of the Snake" – 4:14
  - 作詞：チャック・ビリー、エリック・ピーターソン／作曲：エリック・ピーターソン
2. ザ・ペール・キング "The Pale King" – 4:51
3. ストロングホールド "Stronghold" – 4:01
4. セヴン・シールズ "Seven Seals" – 5:39
5. ボーン・イン・ア・ラット "Born in a Rut" – 4:58
6. センチュリーズ・オブ・サファリング "Centuries of Suffering" – 3:34
7. ブラック・ジャック "Black Jack" – 4:22
8. ネプチューンズ・スピア "Neptune's Spear" – 5:26
  - 作詞：チャック・ビリー／作曲：エリック・ピーターソン、アレックス・スコルニック
9. カナ・ビジネス "Canna-Business" – 3:47
  - 作詞：チャック・ビリー／作曲：エリック・ピーターソン、アレックス・スコルニック
10. ザ・ナンバー・ゲーム "The Number Game" – 4:38

### 日本盤ボーナス・トラック
1. アポカリプティック・シティ（リ・レコーデッド・ヴァージョン） "Apocalyptic City (re-recorded version)" - 5:40
  - 作詞・作曲：アレックス・スコルニック、エリック・ピーターソン
2. ブラザーフッド・オブ・ザ・スネイク（オルタナティヴ・ミックス） "Brotherhood of the Snake (alternative mix)" – 4:14
  - 作詞：チャック・ビリー、エリック・ピーターソン／作曲：エリック・ピーターソン

## 参加ミュージシャン
- チャック・ビリー - ボーカル
- エリック・ピーターソン - ギター、バッキング・ボーカル
- アレックス・スコルニック - ギター
- スティーヴ・ディジョルジオ - ベース
- ジーン・ホグラン - ドラムス